# Campionati mondiali juniores di bob 1992
I Campionati mondiali juniores di bob 1992, sesta edizione della manifestazione organizzata dalla Federazione Internazionale di Bob e Skeleton, si sono disputati a Winterberg, in Germania, sulla pista Bobbahn Winterberg, il tracciato dove si svolse la rassegna iridata juniores del 1988. La località della Renania Settentrionale-Vestfalia ha quindi ospitato le competizioni iridate per la seconda volta nel bob a due uomini e nel bob a quattro.

## Risultati

### Bob a due uomini
La gara si è disputata nell'arco di due manches.
| Pos. | Atleti                          | Nazione  |
| ---- | ------------------------------- | -------- |
|      | Kurt Einberger Christian Swette | Austria  |
|      | Jan Lehmann Ulf Hielscher       | Germania |
|      | Frank Jacob Michael Liekmeier   | Germania |
| ...  | ...                             | ...      |

### Bob a quattro
La gara si è disputata nell'arco di due manches.
|     | Stephan Bosch Thomas Platzer Oliver Felsen Kufner | Germania |     |     |
|     | nd Christoph Bartsch Michael Liekmeier nd         | Germania |     |     |
|     | nd                                                | Austria  |     |     |
| ... | ...                                               | ...      | ... | ... |

## Medagliere
| Posizione | Nazione  | Oro | Argento | Bronzo | Totale |
| --------- | -------- | --- | ------- | ------ | ------ |
| 1         | Germania | 1   | 2       | 1      | 4      |
| 2         | Austria  | 1   | 0       | 1      | 2      |
| Totale    | Totale   | 2   | 2       | 2      | 6      |